# 삼하운수
삼하운수(三河運輸)는 서울특별시 서대문구의 마을버스 회사이다. 본사는 서울특별시 서대문구 홍은중앙로 170 (홍은동)에 있다. 1997년 3월 6일 삼화교통(삼화고속 서울시내버스)의 마을버스 부문이 분리하여 설립되었다.

## 운행노선
- ● 서대문11번 : 홍은풍림아파트 ↔ 포방터 ↔ 서울여자간호대학 ↔ 문화촌 ↔ 유진상가 ↔ 홍제역 ↔ 무악재역 ↔ 독립문역 ↔ 독립문극동아파트(구 서대문마을 7번)
- ● 서대문13번 : 홍은풍림아파트 ↔ 포방터 ↔ 서울여자간호대학 ↔ 문화촌 → 홍제원아파트 → 홍제역 → 유진상가 → 문화촌(구 서대문마을 7-2번)

## 회사소개
시내버스가 운행하지 않는 홍은동 풍림, 극동아파트 및 포방터 지역에서 서울 지하철 3호선, 통일로 지간선 버스 노선을 연계하는 마을버스 업체이다.

## 보유 차량
전 차량이 황해버스와 현대자동차의 버스 차종으로 운행하고 있다. (E-SKY, 그린시티, 뉴 슈퍼에어로시티)